# Miskovice
Miskovice település Csehországban, a Kutná Hora-i járásban. Miskovice Suchdol, Grunta, Libenice, Červené Pečky, Kutná Hora, Malešov és Vidice településekkel határos. Lakosainak száma 1153 fő (2024. január 1.).

## Népesség
A település lakosságának változását az alábbi diagram mutatja:
| Lakosok száma | 1424 | 1520 | 1587 | 998  | 767  | 761  | 1094 | 1077 | 1099 | 1153 |
|               | 1869 | 1890 | 1921 | 1950 | 1980 | 2001 | 2017 | 2019 | 2022 | 2024 |